# Прогрессивный альянс
Прогресси́вный алья́нс — международная конфедерация политических партий и движений, близких к СДПГ и Прогрессивному альянсу социалистов и демократов Европейского союза. Большинство из членов ПА входили также в Социалистический интернационал, но отказ от социалистической идентичности в пользу «прогрессивизма» свидетельствует о дальнейшем движении социал-демократии к центру и ориентацией на союз с социально-либеральными силами.

## История
Основан 22 мая 2013 года в Лейпциге на праздновании 150-летия СДПГ.

## Деятельность
Программа альянса практически не отличается от программы Социалистического интернационала. Необходимость создания организации связана с членством в ней, помимо социалистических, социал-демократических и посткоммунистических партий, также демократических (социал-либеральных, националистических) партий без марксистского прошлого и идеологии интернационализма, которые не могли бы объяснить своим избирателям членство в Социалистическом интернационале. Среди таких партий Прогрессивного альянса — Демократическая партия США, и, в основном, видимо, Прогрессивный альянс нужен был для оформления союза Социнтерна и Демократической партии США. Привлечённые американскими спонсорами средства позволили значительно снизить расходы партий-членов по сравнению с Социалистическим интернационалом, и партии с консультативным членством в Социнтерне здесь являются полноправными членами (такие, как Йеменская социалистическая партия). Благодаря низким взносам представлены, в отличие от Социнтерна, все курдские марксистские партии Ирана и Ирака.
Среди членов альянса — не членов Социнтерна или полноценно не участвующих в его деятельности — Индийский национальный конгресс, ФАТХ, Народнo-республиканская партия (Турция) (Прогрессивный альянс не выступает за признание геноцида армян, в отличие от Социнтерна, в связи с чем статус НРП в Социнтерне был достаточно неопределённым несмотря на формальное полноправное членство. То же самое можно сказать и о ФАТХ), Национальный союз за демократию (Мьянма), Партия национального действия Малайзии, Национальная партия (Пакистан), движение «Надежда» (Беларусь), Партия за демократию (Чили) (Хотя многие члены этой партии одновременно являются членами Социалистической партии Чили, но в Социнтерн она не входила, а в Прогрессивном альянсе представлены и она, и Социалистическая партия Чили) и т. д.